# 索里亚诺-卡拉布罗
索里亚诺-卡拉布罗（義大利語：Soriano Calabro），是意大利维博瓦伦蒂亚省的一个市镇。总面积15平方公里，人口2807人，人口密度187.1人/平方公里（2009年）。